# 竹松和利
竹松 和利（たけまつ かずとし、1949年 - ）は、日本の建築家、建築士、実業家。東京都建築士事務所協会監事。一級建築士事務所協同組合武蔵野設計共同体代表。有限会社竹松建築設計事務所 代表取締役／管理建築士。小平市廃棄物減量等推進審議会委員。
東京生まれ。日本大学法学部卒業。1983年 事務所設立。主な作品に(仮称)Ｎ共同住宅など。